# Pěčín (Trhové Sviny)
Pěčín (německy Haid) je malá vesnice, část města Trhové Sviny v okrese České Budějovice v Jihočeském kraji. Nachází se asi 3,5 kilometru jihovýchodně od Trhových Svinů. Pěčín leží v katastrálním území Pěčín u Trhových Svinů o rozloze 6,22 km². V katastrálním území Pěčín u Trhových Svinů leží i Hrádek.

## Historie
První písemná zmínka o vesnici pochází z roku 1385.

## Obyvatelstvo
| Rok            | 1869 | 1880 | 1890 | 1900 | 1910 | 1921 | 1930 | 1950 | 1961 | 1970 | 1980 | 1991 | 2001 | 2011 | 2021 |
| -------------- | ---- | ---- | ---- | ---- | ---- | ---- | ---- | ---- | ---- | ---- | ---- | ---- | ---- | ---- | ---- |
| Počet obyvatel | 215  | 219  | 204  | 237  | 214  | 186  | 165  | 94   | 82   | 42   | 42   | 28   | 26   | 21   | 33   |
| Počet domů     | 37   | 35   | 35   | 35   | 36   | 42   | 42   | 38   | 38   | 11   | 10   | 10   | 14   | 14   | 18   |

## Obecní správa
Při sčítání lidu v letech 1850–1960 Pěčín byl samostatnou obcí, se kterým patřil nejprve do okresu České Budějovice (v letech 1890–1910 Budějovice), ale v roce 1950 v okrese Trhové Sviny a od roku 1960 v okrese České Budějovice. Od 12. června 1960 je částí města Trhové Sviny v okrese České Budějovice. V letech 1869–1924 k obci patřilo Mezilesí, v letech 1850–1960 Hrádek a v letech 1869–1889 také Boršíkov, Chvalkov a Kondrač.

## Pamětihodnosti
- Výklenková kaplička
- Boží muka
- Severní mostek prohlášen kulturní památkou Česka v roce 2020[7]